# Top Fest 1
Top Fest 1 var den första upplagan av musiktävlingen Top Fest. Tävlingen arrangerades under våren 2004 och finalen hölls i Pallati i Kongreseve i Tirana 24 maj 2004. Top Fests första upplaga leddes av sångerskan Evis Mula och Arbana Osmani. Tävlingen sändes av Top Channel och Top Albania Radio. Den vanns av sångaren Stine med låten "Lady Lady".

## Final
Finalen av Top Fest 1 hölls i Pallati i Kongreseve (Kongresspalatset) i centrala Tirana den 24 maj 2004. Flera kända artister deltog i finalen som leddes av Albana Osmani tillsammans med Alban Dudushi samt med Evis Mula backstage. Finalen vanns slutligen av Stine med låten "Lady Lady".
| Artist             | Låt              | Pris                   |
| ------------------ | ---------------- | ---------------------- |
| Indrit Mesiti      |                  | Çmimi Best New Artist  |
| Heldi Kraja        | "Shiko tek unë"  | Çmimi Best Alternative |
| LRC                |                  | Çmimi Best Hip Hop     |
| Poni               |                  | Çmimi Best Female      |
| Asgjë sikur dielli |                  | Çmimi Best Pop/Rock    |
| Shpat Kasapi       | "Për pak magji"  | Çmimi Best Interpret   |
| Jorida Zaimaj      | "Ti sot je larg" | Çmimi Best Song        |